# シダーデ・ヴェーリャ
シダーデ・ヴェーリャ（ポルトガル語: Cidade Velha）はカーボベルデのサンティアゴ島にある都市で、首都プライアから15キロメートルの場所に位置している。都市名は「古い都市」の意味で、カーボベルデ・クレオール語では単に「シダディ」（Sidadi）とも呼ばれる。2010年時点の人口は約1,200人。カーボベルデ最古の居住地で、首都となったこともある。
かつてはリベイラ・グランデと呼ばれていたが、他の島にある同名の都市との混同を避けるために、18世紀末に現在の名称に変更された。地方自治体のリベイラ・グランデ・デ・サンティアゴ（Ribeira Grande de Santiago）の行政庁所在地である。
アフリカ北西岸の沖合いにあり、市の中心部は熱帯地方で最初のヨーロッパ人の入植地であった。緻密に計画された当時の遺構の中には、王の城塞や2つの塔を持つ教会、16世紀の町の広場など、今なお損壊を免れているものもある。
今日のシダーデ・ヴェーリャは、大西洋における寄港地であるとともにクレオール文化の中心地にもなっている。

## 歴史
1462年、アントニオ・ダ・ノリ（António da Noli）によってこの町は「リベイラ・グランデ」（ポルトガル語で「大河」の意味）と名付けられた。
1466年、この拠点はギニアビサウやシエラレオネからブラジルやカリブ海地域へ奴隷を輸出する重要な貿易港となった。この結果、シダーデ・ヴェーリャはポルトガル入植地のなかで2番目に豊かな都市になった。
1497年、ヴァスコ・ダ・ガマが訪れた。1498年、クリストファー・コロンブスが訪れた。
1590年、市内を一望出来るレアル・デ・サン・フィリペ要塞が建造された。その目的は、ポルトガルの植民地をイギリスやフランスの手から守ることにあった。
1712年、フランスの海賊に襲撃された。
1770年、プライアに首都が移された。

## 世界遺産
シダーデ・ヴェーリャは熱帯地域に初めて建設されたヨーロッパ入植地の姿を伝えるだけでなく、奴隷貿易の重要な拠点として歴史における重要な役割を果たしたことも評価され、2009年の第33回世界遺産委員会でユネスコの世界遺産リストに登録された。カーボベルデでは初の世界遺産である。

### 主な登録対象
- さらし台（Pelourinho）- 大広場にあるマヌエル様式の円柱が残る構造物で、1520年に建てられた。1513年以来のリベイラ・グランデにおける奴隷制を伝えるものである。
- レアル・デ・サン・フィリペ要塞（Fort Real de São Filipe）- 海抜標高120 m のこの要塞は1590年に建造されたものであり、海賊を攻撃することと、フランスやイングランドからポルトガル人入植地を守ることを目的としていた。

### 登録基準
この世界遺産は世界遺産登録基準のうち、以下の条件を満たし、登録された（以下の基準は世界遺産センター公表の登録基準からの翻訳、引用である）。
- (2) ある期間を通じてまたはある文化圏において、建築、技術、記念碑的芸術、都市計画、景観デザインの発展に関し、人類の価値の重要な交流を示すもの。
- (3) 現存するまたは消滅した文化的伝統または文明の、唯一のまたは少なくとも稀な証拠。
- (6) 顕著で普遍的な意義を有する出来事、現存する伝統、思想、信仰または芸術的、文学的作品と直接にまたは明白に関連するもの（この基準は他の基準と組み合わせて用いるのが望ましいと世界遺産委員会は考えている）。

## 近隣の市町村
- ルイ・ヴァス（Rui Vaz、北東）
- プライア（東）